# ADM-Aeolus
ADM-Aeolus (englisch Atmospheric Dynamics Mission – Aeolus: Griechischer Gott der Winde) war ein ESA-Satellit aus der Reihe der Earth Explorer Missions, ein langfristiges Rahmenprogramm der ESA zur Erdbeobachtung. Als erster Satellit überhaupt trug er als Nutzlast einen Laser und ein Spiegelteleskop, womit nach dem Lidar-Prinzip Luftströmungen großräumig erfasst wurden.
Hauptauftragnehmer für den Satelliten einschließlich des Laser-Instruments ALADIN war ursprünglich Astrium.
Nachdem die Firma mit Wirkung vom 1. Januar 2014 mit Cassidian und Airbus Military zu Airbus Defence and Space zusammengelegt wurde, führte der neue Unternehmensbereich den Auftrag weiter.

## Daten
Der Satellit Aeolus sollte ursprünglich im April 2011 mit einer Rockot-Trägerrakete auf eine sonnensynchrone Umlaufbahn in 400 km Höhe gestartet werden. Im Jahr 2011 ging man von einem Start im Jahr 2013 aus. Seit 2014 war der Start mit einer Vega geplant. Der Starttermin wurde dann auf den 22. August 2018 21:20 Uhr UTC gelegt und der Start erfolgreich durchgeführt.
Die Nutzlast des Satelliten bestand aus einem Lidar, genannt ALADIN (Atmospheric Laser Doppler Lidar Instrument). Es sendete kurze Lichtpulse im nahen UV (355 nm) aus, dessen Rückstreuung ein Spiegelteleskop von 1,5 m Durchmesser registrierte. Aus den Laufzeiten der in der Atmosphäre reflektierten Strahlung und ihrer Dopplerverschiebung erhielt man Hinweise auf die Feuchtigkeitsverteilung, Strömungs- und Windverhältnisse in der Atmosphäre in unterschiedlichen Höhen. Die horizontale Ortsauflösung war besser als 50 km.
Bei Beginn des Projekts war ein Budget von 300 Millionen Euro, davon ca. 200 Mio. Euro für den Satelliten vorgesehen. Im Jahr 2015 gab die ESA die voraussichtlichen Kosten mit 400 Mio. Euro an. Als Grund wurden unerwartet hohe technische Schwierigkeiten bei der Entwicklung der Lasersysteme angegeben.
Stand 2018 wurde ein Preis von 481 Mio. Euro angegeben.

## Einsatz
Während der Satellit nach einer Justierungsphase Daten von außerordentlicher Qualität lieferte, zeigte sich jedoch bald eine Schwäche: Der Laser verlor unerwartet schnell an Energie. Nach dem Umschalten auf den zweiten Laser zeigte sich der Effekt nicht mehr, was zu einer längeren Einsatzdauer beitrug.
Am 2. September 2019 veränderte Aeolus seine Bahn, um dem Starlink-Testsatelliten Nr. 44 auszuweichen. Letzterer hatte seine Bahnhöhe so weit verringert, dass er mit einer Wahrscheinlichkeit von etwa 1:1000 mit Aeolus kollidiert wäre. Ab einem Kollisionsrisiko von 1:10000 fliegt die ESA Ausweichmanöver. SpaceX hatte selbst nicht auf die Kollisionsgefahr reagiert, weil die entsprechende Warnmeldung der U.S. Air Force wegen eines fehlerhaften Geschäftsprozesses bei SpaceX nicht die Verantwortlichen erreichte.
Ab dem 12. Mai 2020 wurden die von Aeolus ermittelten Daten Wetterdiensten und Wissenschaftlern zur Verfügung gestellt, und zwar maximal drei Stunden nachdem die Messungen gemacht wurden. 
Daraufhin erklärte der Deutsche Wetterdienst am 19. Mai 2020, die Aeolus-Daten ab sofort zu nutzen, um so einen teilweisen Ausgleich für fehlende Messungen durch Flugzeuge zu haben.
Am stärksten profitierten jedoch die Vorhersagen für die Tropen und die südliche Hemisphäre von dem Satelliten.
So nutzte zum Beispiel am 3. August 2020 das Nationale Zentrum für Satellitenmeteorologie des Chinesischen Amts für Meteorologie die von Aeolus auf seiner sonnensynchronen Bahn zwischen 09:40 und 09:55 UTC ermittelten Daten in Kombination mit denen des geostationären Wettersatelliten Fengyun-4A, um den Taifun Hagupit zu beobachten, bevor dieser acht Stunden später bei Wenzhou auf das chinesische Festland traf.
In der Provinz Zhejiang mussten daraufhin 381.687 Menschen aus gefährdeten Gebieten Schutzräume aufsuchen.

## Missionsende
Im Juli 2023 wurde das Hauptinstrument ALADIN deaktiviert und der Satellit für den Absturz vorbereitet.
Am 28. Juli gegen 21:00 Uhr MESZ trat Aeolus über der Antarktis wieder in die Erdatmosphäre ein. Es war der erste unterstützte Wiedereintritt dieser Art. Aeolus wurde so positioniert, dass alle Teile, die nicht in der Atmosphäre verglüht sind, in die geplanten Bodenspuren (ground tracks) des Satelliten über dem Atlantik fallen konnten.